# Boliviamyrpitta
Boliviamyrpitta (Grallaria cochabambae) är en nyligen urskild fågelart i familjen myrpittor inom ordningen tättingar.

## Utbredning och systematik
Arten förekommer i Sydamerika, i västra Bolivia. Den behandlas traditionellt som en underart till Grallaria rufula, men urskiljs sedan 2021 som egen art baserat på studier.

## Status
IUCN erkänner den ännu inte som art, varför dess hotstatus formellt inte fastställts.